# NGC 3940
NGC 3940 је елиптична галаксија у сазвежђу Лав која се налази на NGC листи објеката дубоког неба.
Деклинација објекта је + 20° 59' 23" а ректасцензија 11h 52m 46,5s. Привидна величина (магнитуда) објекта NGC 3940 износи 12,8 а фотографска магнитуда 13,8. Налази се на удаљености од 87,563 милиона парсека од Сунца. NGC 3940 је још познат и под ознакама UGC 6852, MCG 4-28-82, CGCG 127-89, PGC 37224.